# 議員総会
議員総会（ぎいんそうかい）とは、その政党の所属議員を構成員とする会議。政党の機関であるが議員総会の地位は政党ごとに異なる。
なお、英語ではコーカス（Caucus）と呼ぶが、多義的であり、例えばアメリカ合衆国では二大政党の議会内の議員総会のほか党の地方組織が地域別に開催する党員集会もコーカス（Caucus）という。

## 各国の議員総会

### 日本（両院議員総会）
日本では両院議員総会を置いている政党が多い。ただし、自由民主党のそれが「党総裁を選ぶ」という意味で党大会に代わる事実上の最高意思決定機関として機能しているのに対し、他の政党では自民党のそれに倣って形式的に作られた経緯から議決機関の体をなしていないケースも少なくない。
自由民主党
自由民主党では党則により両院議員総会は党所属の衆参両院議員で構成され、特に緊急を要する事項については両院議員総会の決定をもって最高の議決機関である党大会の議決に代えることができるとされている。
保守合同により自民党が結党した時は党大会が名実ともに最高意思決定機関だったが、その後は総裁の改選時期と定期党大会の開催時期がずれたため、臨時党大会が開催されなければ両院議員総会で総裁選挙の決着をつける議員投票が行われることになり、事実上の党の最高議決機関と化した。一方、毎年の定期党大会は人事権が無くなり、通常国会召集前や会期中に開催されるようになって、決起集会の意味合いが強くなった。
自民党の両院議員総会は、執行部役職の一つとして設けられる両院議員総会長が議長を務めて行われる。
立憲民主党
2020年（令和2年）9月はじめ時点において野党第一党である立憲民主党も、自民党と同様に両院議員総会を党大会に次ぐ意思決定機関と規定している。常設の議長職にあたる両院議員総会長の制度があることも、自民党と同じである。
日本維新の会

日本維新の会は、設立当初、党首が地方首長であるという極めて特殊な形態を取っていたため、通常の党務にあたっての意思決定機関である常任役員会と共に、国会議員団にとっての意思決定機関として両院議員総会が重視されている。
日本社会党（旧社会党、現・社会民主党）
かつての日本社会党（旧社会党）では中央執行委員会のもとに国会議員団がおかれており両院議員総会は議決機関として位置づけられていなかった。
日本共産党

日本共産党国会議員団では、両院議員総会に相当するものとして議員団総会があるが、党独特の民主集中制により意思決定の手段としては機能しておらず、決議機関たる党大会ないしは中央委員会総会、幹部会、常任幹部会の決定を実践するという、専ら指導機関としての立場と位置付けられる。

### アメリカ合衆国
アメリカ合衆国議会には共和党と民主党の各党にコーカス（Caucus）と呼ばれる議員総会があり、院内の党役員や各委員長の選出手続の際に開催される。この議員総会は上院・下院ごとに開催される。